# Фолегандрос
Фолегандрос е малък гръцки остров в Егейско море, който заедно с островите Сикинос, Иос, Анафи и Санторини съставлява южната част на Цикладските острови. Площта на острова е около 32 км2. Населението е 765 души, обитаващи три селца Хора, Каравостасис и Ано Мериа, които са свързани помежду си с павирани пътища.

## География
Релефът на Фолегандрос е разнообразен, включвайки високи урви и големи пещери. Главното селище на острова се нарича подобно на повечето гръцки острови – Хора, построен е на ръба на 200-а метрова стръмна урва. Пристанището на острова е в село Каравостасис. Сред по-известните плажове на Фолегандрос е Катерго, достъпен само по море.

## История
За историята на Фолегандрос не се знае много. През древността жителите му са дорийци. По-късно попада под властта на Древна Атина. През 1207 г. е завладян от венецианеца Марко Санудо и остава владение на Венецианската република до 1566 г., когато попада в ръцете на Османската империя.

## Галерия
- Разположение на о. Фолегандрос (в червен цвят) на картата на Цикладските острови
- От вътрешната страна на кастрото (крепостта) в островната Хора
- Изглед към Хора от църквата „Пресвета Богородица“
- Залез над Фолегандрос
- Църквата „Пресвета Богородица“